# Medicina (Italia)
Medicina (Midgéṅna in dialetto bolognese, Migîna nella variante locale) è un comune italiano di 16 795 abitanti nella città metropolitana di Bologna in Emilia-Romagna.
Il territorio comunale è totalmente situato in pianura. Il capoluogo sorge presso l'intersezione dell'omonimo canale con la storica strada San Vitale.

## Origini del nome
Attestato fin dall'855, si tratta di un riflesso del latino medicina, nel significato di "luogo dove ci si cura e ci si medica". Una leggenda invece racconta che la città fu così nominata dall'imperatore Federico Barbarossa. Passando per questi luoghi provenendo da Milano per l'incoronazione a Roma, l'imperatore si ammalò e fu costretto a riposo nei pressi del piccolo castello. Il Barbarossa guarì miracolosamente dopo aver bevuto un brodo dal quale, dopo la cottura, era fuoriuscito un serpente vivo, tra lo stupore dei cuochi. È stato però dimostrato che il nome era molto antecedente al passaggio di Federico Barbarossa, che avvenne realmente nel maggio del 1155, quando il centro ricevette dal Barbarossa il diploma di libero comune.

## Storia
La cittadina ha antiche origini: vari reperti risalenti all'Età del Bronzo e all'Età del Ferro sono conservati presso il museo civico. Medicina continuò ad essere abitata in epoca romana, come attestano diversi reperti archeologici e la presenza del cardo e del decumano, oggi corrispondenti rispettivamente a via Cavallotti e via Libertà, in pieno centro storico.
La prima fonte medievale riguardante Medicina risale, come già accennato, all'anno 855, quando, in un documento ravennate, comparve per la prima volta il nome "Medicina" in riferimento a questi luoghi e il territorio comunale ad est del capoluogo fu chiamato “Medesano”.
Nel corso dei secoli, Medicina fu soggetta a diversi domini: inizialmente, fu governata dall'impero germanico, poi fu inclusa nei domini della grancontessa Matilde di Canossa (XI – XII secolo), tornò poi sotto il controllo del Sacro Romano Impero e, infine, fu soggetta allo Stato della Chiesa fino all'unità d'Italia, avvenuta nel 1861. Durante l'età comunale, Medicina fu governata da un podestà; inoltre, la cittadina godette di particolare autonomia, concessale dall’imperatore. Infatti, i medicinesi si dimostrarono sempre fedeli all'impero, anche perché temevano la potente e vicina città di Bologna, che era di parte guelfa. 

La posizione di Medicina era strategica: collocata presso i confini con il ravennate e il ferrarese, era un ottimo luogo per i collegamenti con entrambi i territori, grazie ai suoi porti vallivi di Buda e Portonovo sulla valle Padusa, vasta area paludosa che si estendeva a Sud del corso del fiume Po. A causa della sua posizione, Medicina fu spesso conquistata da Bologna, ma la sua privilegiata condizione fu sempre ristabilita dai poteri centrali e, più volte, i bolognesi dovettero ricostruire o restaurare le mura cittadine, ancora oggi visibili nella parte meridionale del centro storico.
Tra i diversi personaggi storici che fecero base dentro le mura di Medicina, si ricordano:
- Lotario II, imperatore del Sacro Romano Impero nell'XI secolo;
- Cristiano di Magonza, diplomatico e vescovo tedesco, vissuto nel XII secolo;
- Enrico IV e Federico II, imperatori tedeschi, vissuti rispettivamente a cavallo tra l’XI e il XII secolo e tra XII e XIII secolo.

L’imperatore Federico I, meglio noto come Federico Barbarossa, è sicuramente il personaggio storico al quale i medicinesi sono più legati: oltre ad essere il protagonista di una famosa leggenda popolare, nel 1155 dichiarò Medicina comune libero e autonomo dalle ingerenze dei bolognesi e ne definì il vasto confine territoriale.

### Simboli
Lo stemma è stato riconosciuto con D.P.C.M dell'11 marzo 1955.
Il bozzetto che accompagna il decreto riporta le parole poste in sbarra invece che in banda come descritto nella blasonatura ufficiale. Le rappresentazioni più antiche dello stemma, recavano le scritte poste in decusse e divise dai bracci della croce, precisamente LIBE- in banda nel primo quarto, -CINA in sbarra nel secondo, MEDI- in sbarra nel terzo e -RTAS in banda nel quarto.
Il motto Libertas pare riferito alle garanzie di cui godevano le istituzioni medicinesi sotto il dominio papale e si affermò definitivamente nell'Ottocento al posto delle chiavi pontificie. Il capo d'Angiò (d'azzurro, caricato di tre gigli d'oro, alternati ai quattro denti di un lambello di rosso) sottolinea il legame con Bologna.
Il gonfalone, concesso con D.P.R. del 26 ottobre 1955, è un drappo troncato di rosso e di azzurro.

## Monumenti e luoghi d'interesse

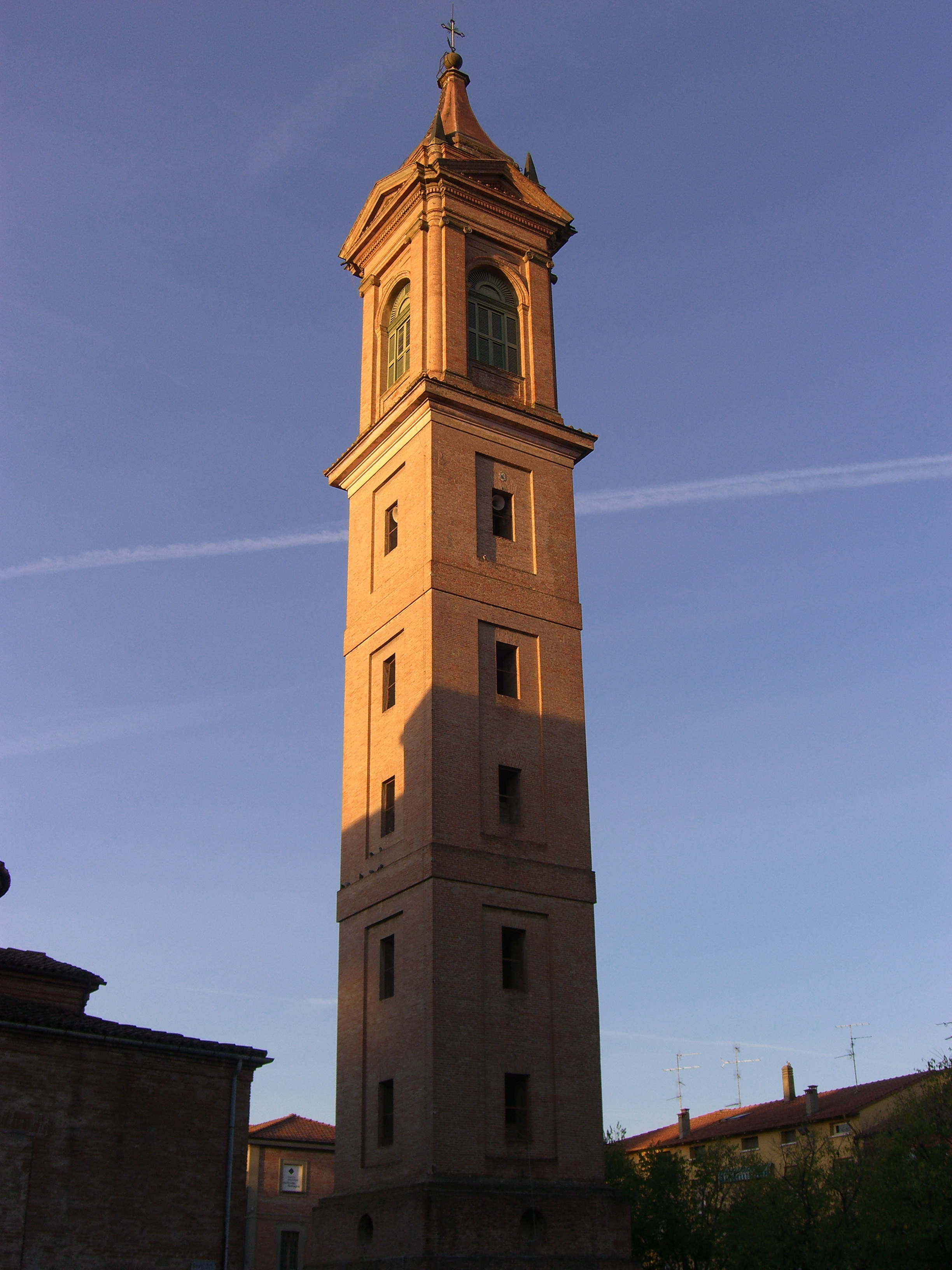
Campanile della chiesa parrocchiale di S. Mamante

A Medicina si trovano numerose chiese, campanili e torri.

### Architetture religiose
- Chiesa parrocchiale di San Mamante, in stile barocco.
- Ex chiesa del Carmine, notevole esempio di architettura e decorazione tardo barocca che attende ancora complessivi restauri e che conserva all'interno pregevoli stucchi, tra i quali due statue di Angelo Piò e le opere ancora ai propri altari[non chiaro], con dipinti, tra gli altri, di Ercole Graziani e Giuseppe Marchesi, detto il Sansone. La bellissima sagrestia, ricca di dipinti, è in fase di restauro (2020).
- Chiesa di Santa Maria della Salute, costruita dal 1728 su progetto di Ferdinando Bibiena, di cui è stata recentemente restaurata la facciata.
- Chiesa dell'Assunta detta Santuario del Crocifisso, scenograficamente posta a conclusione della strada principale via della Libertà, costruita da Alfonso Torreggiani nel 1748.

### Architetture civili

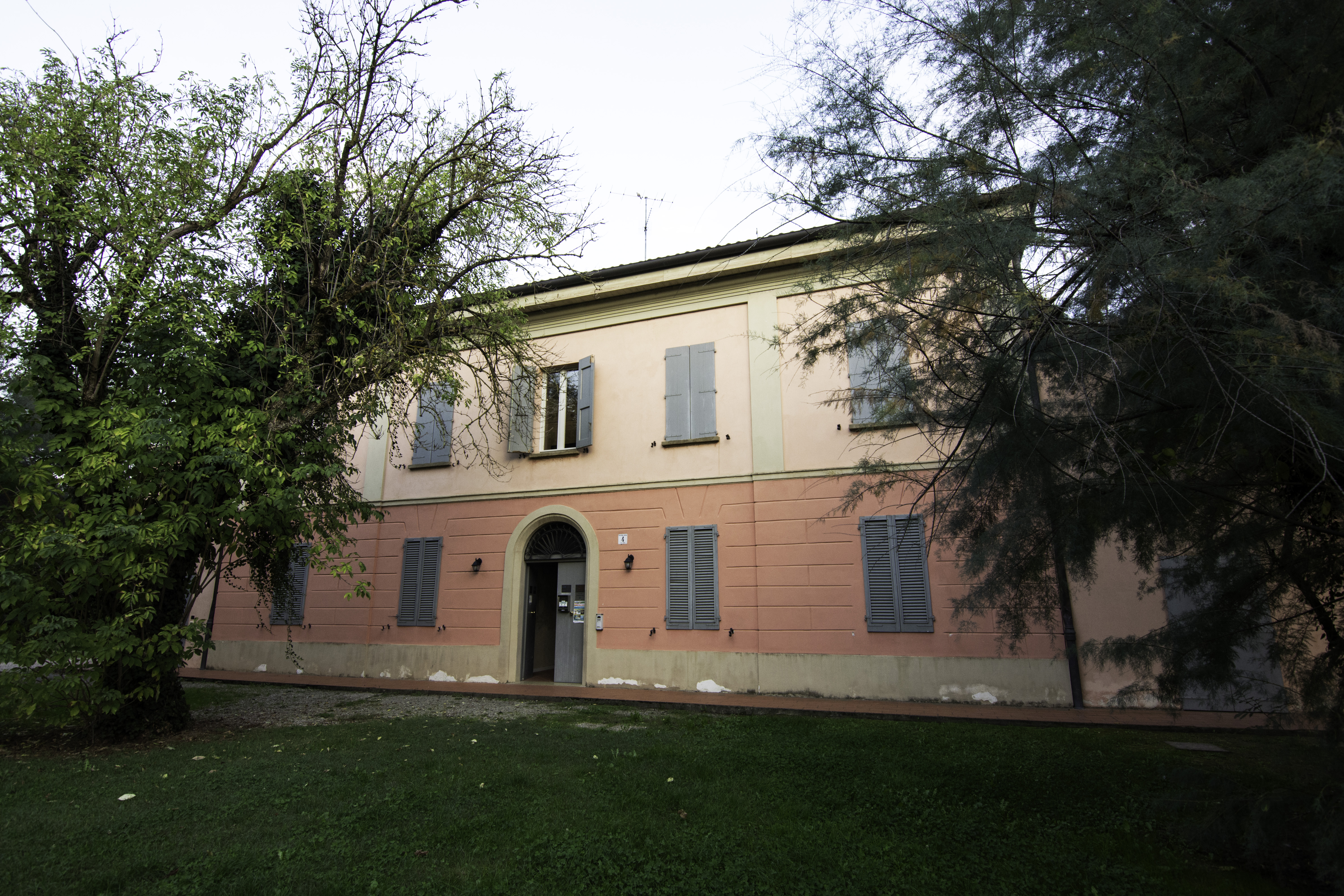
Villa Pasi

Vi sono ville e palazzi degni di nota come palazzo Prandi (opera del tardo Settecento con facciata a timpano e piramidi alla sommità), villa Simoni-Pasi e villa Gennari.
Il Porticone Venturoli, cosiddetto dall'architetto medicinese Angelo Venturoli che lo costruì alla fine del Settecento, doveva collegare in origine il centro del paese con la chiesa dell'Osservanza.
La Torre dell'orologio fu costruita nel XVI secolo fino alla prima cornice e nel '600 fu aggiunto il quadrante in maioliche faentine. Presenta le 24 ore (modo antico) e dispone di un'unica lancetta. Alla fine del 1700 fu aggiunta la parte sommitale della torre e il rispettivo quadrante a 12 ore.

### Aree naturali
Nel 2002 vengono istituiti nelle frazioni di Buda, Portonovo e Sant'Antonio e nel comune di Molinella i Biotopi e Ripristini ambientali di Medicina e Molinella classificati come zona di protezione speciale (ZPS) secondo la Rete Natura 2000 dell'Emilia-Romagna. Sono un insieme di zone umide e boschetti dove nidificano diverse specie protette di uccelli come gli aironi cenerini e la sgarza ciuffetto. È presente nel complesso anche l'oasi del Quadrone che comprende una fattoria didattica.

### Stazione radioastronomica

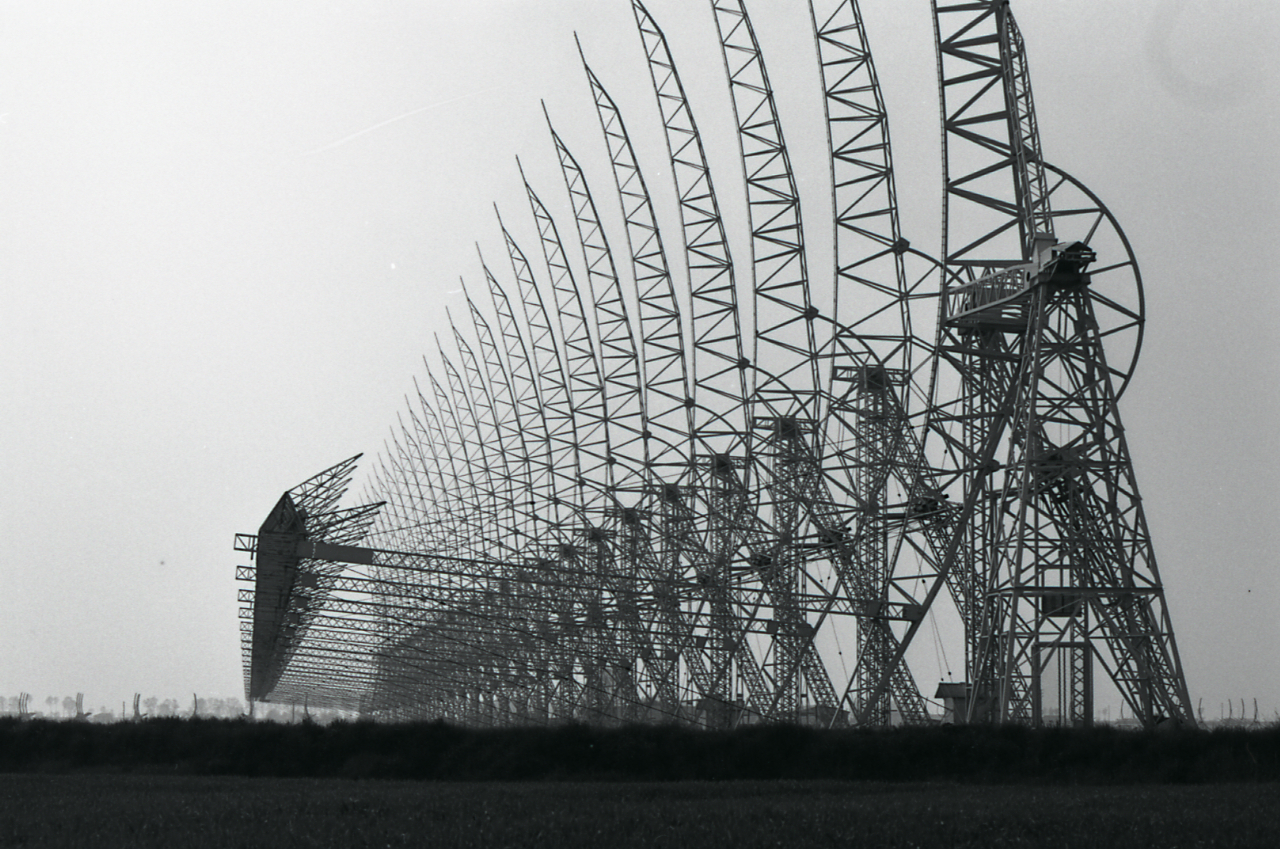
Il radiotelescopio Croce del Nord (foto di Paolo Monti, 1974)

Nel 1963 viene costruita la stazione radioastronomica di Medicina. L'inaugurazione è avvenuta il 19 ottobre 1964. L'impianto è composto da un'antenna parabolica del diametro 32 metri e da una "croce", costituita da una serie di antenne ad arco disposte lungo due bracci, lunghi 560 e 625 metri.
L'intero complesso prende il nome di «Croce del Nord» ed è gestito dall'Istituto di radioastronomia di Bologna, creato dal CNR e oggi parte dell'INAF. Esiste un'installazione gemella posta a Noto, in Sicilia.

## Società

### Evoluzione demografica

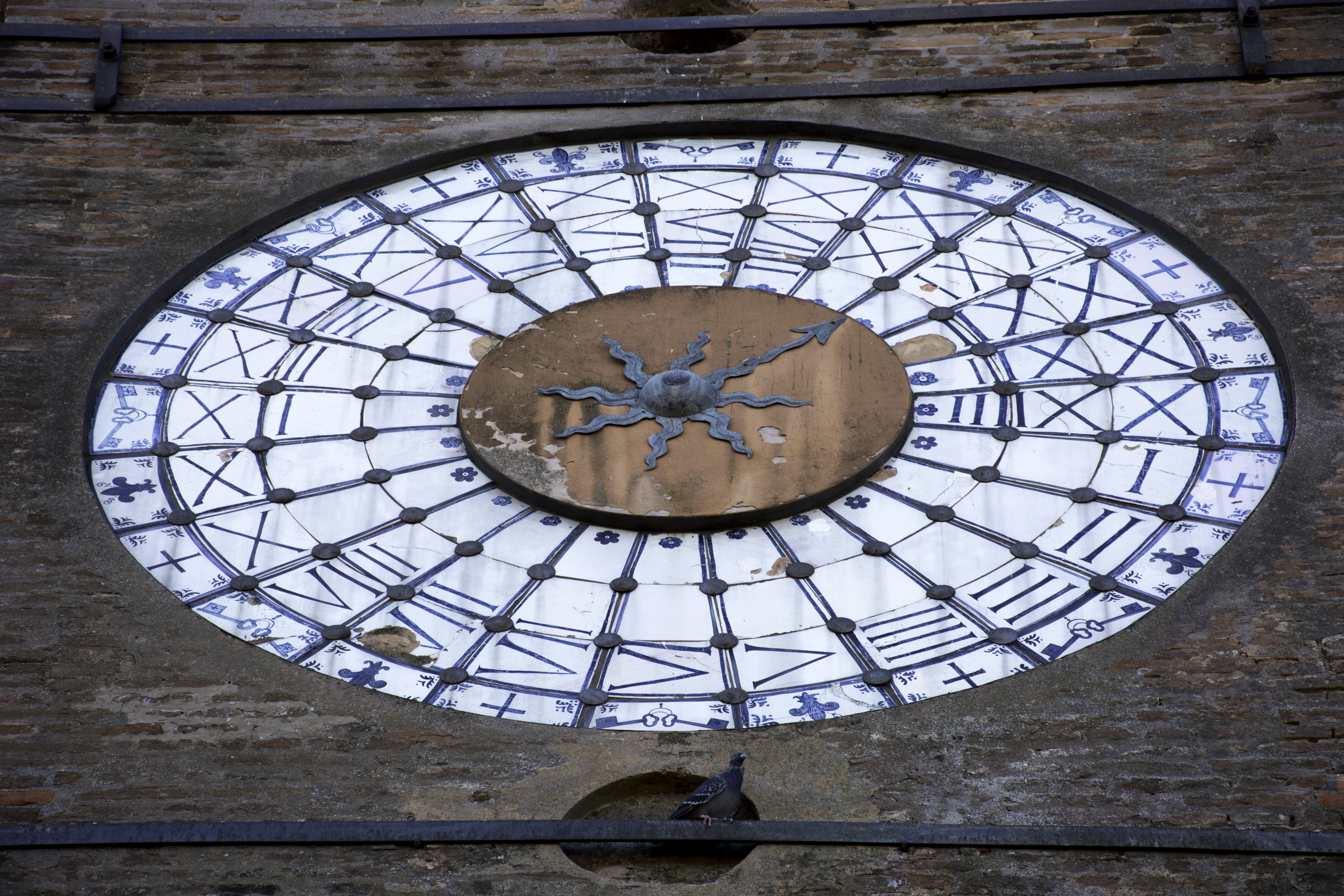
Maioliche secentesche di Faenza nell'orologio

Abitanti censiti

### Etnie e minoranze straniere
Al 31 dicembre 2023 la popolazione straniera è di 1.511 persone, pari al 9,21% della popolazione.

## Cultura

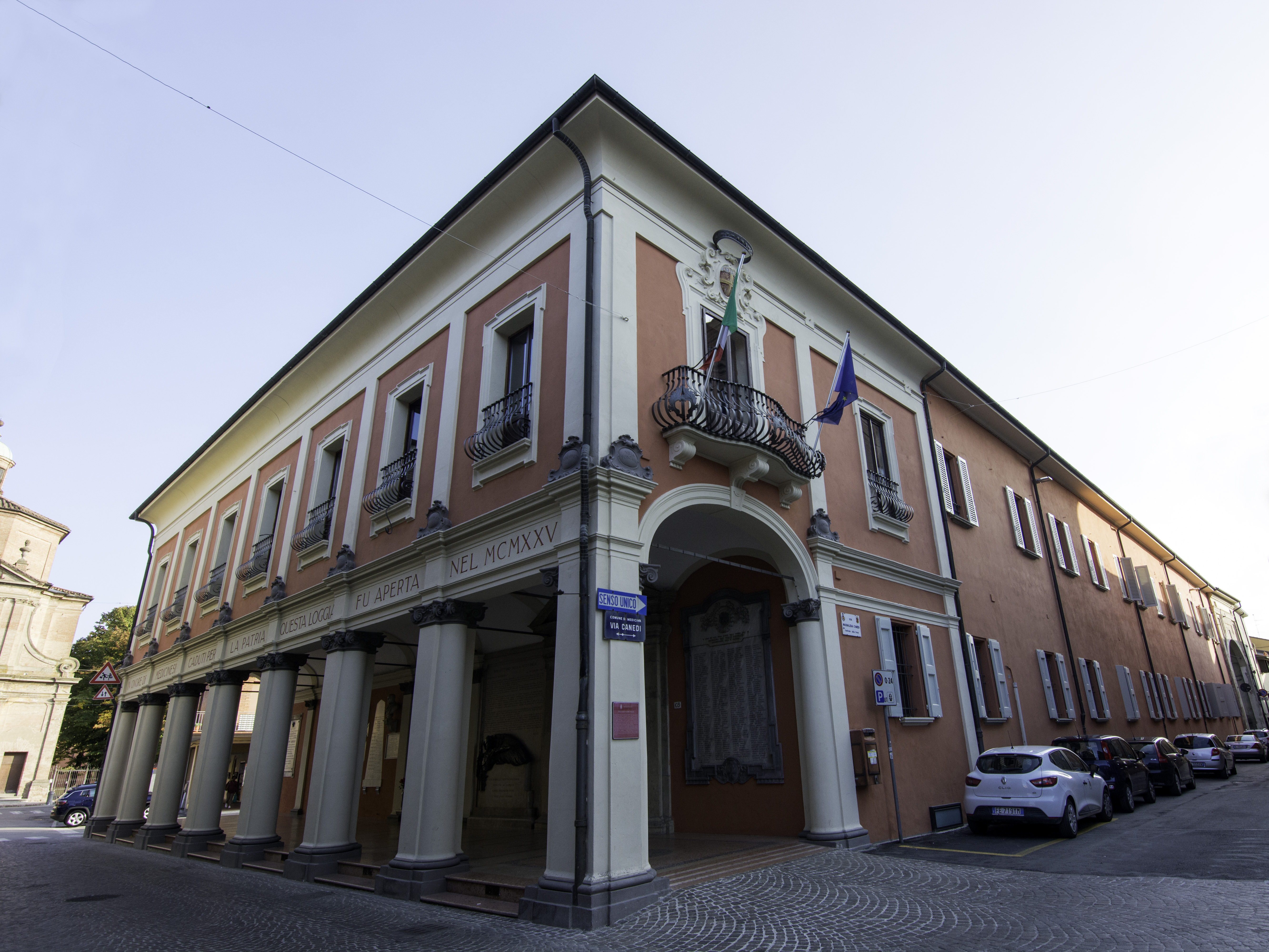
Ex convento cinquecentesco dei frati carmelitani, ora palazzo comunale

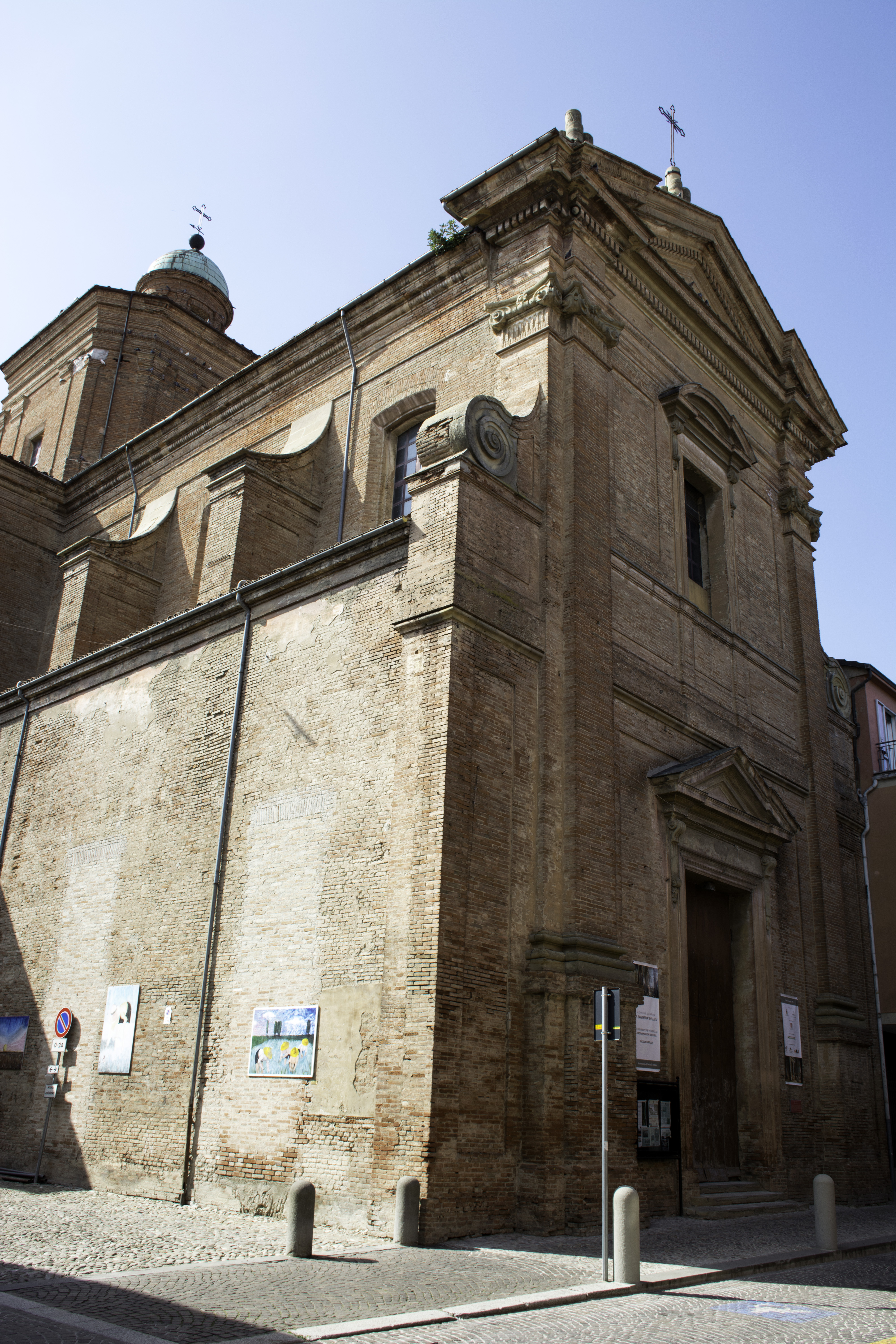
Ex chiesa del Carmine

### Musica
La tradizione musicale di Medicina ha radici molto profonde, tanto che Medicina è fra i primi paesi dell'area bolognese che, in un contesto culturale favorevole, ha sentito il desiderio di costituire un organico di tipo musicale. La città ha dato in natali a un importante compositore, il carmelitano Elia Vannini, che, dopo aver lavorato come maestro di cappella presso il duomo di Ravenna, tornò a Medicina dove si spense. Nel Comune è presentei una tra le più antiche bande dell'Emilia-Romagna. Si tratta della Banda Municipale di Medicina, fondata nel 1844 e tuttora esistente, è composta di circa quaranta musicisti.
A Medicina ha sede il "Coro delle mondine" un gruppo di donne, ormai non più giovani, che tramite il canto, vogliono mantenere viva una tradizione del territorio medicinese. La coltura delle piante da riso è stata un tempo molto diffusa nelle campagne medicinesi. Queste donne per dare il ritmo nella piantumazione delle piantine di riso e per schernire i proprietari terrieri, o i "caporali", intonavano canzoni. Questi canti rappresentano la tradizione popolare, soprattutto canti di lavoro, ma anche di carattere gioioso, amoroso e canti "di osteria". I canti sono strettamente legati alla realtà della campagna bolognese dall'inizio del XX secolo: dal lavoro, alla fatica, la fame, la miseria e gli amori, da quelli fortunati e a quelli sfortunati. Il coro dal 1976 ha lo scopo di raccogliere e tramandare una cultura che sta scomparendo. Hanno pubblicato un libro e un CD nel 2012 (Siam tutte un sentimento, registrato dal vivo a Roma) in cui raccolgono le conzoni più significative e raccontano la vita delle mondariso. Il 1º maggio del 2012 hanno cantato alla presenza del presidente della Repubblica Giorgio Napolitano.

### Eventi e ricorrenze
- Festa di Primavera (ultima domenica di marzo). Comprende: varie mostre, esposizione di piante e fiori, mercato straordinario e apertura del museo civico;
- Medicipolla (secondo fine settimana di luglio). Comprende l'Antica Fiera di Luglio, dedicata alla cipolla tipica locale;
- Festa del Barbarossa (terzo fine settimana di settembre - compresa la notte tra venerdì e sabato). Comprende: "Palio della Serpe", "Convivium de lo Fuoco", Giostra delle Torri, Caursa dal dòdg e tri (Corsa di mezzanotte e tre quarti)[19], sfilata storica (rievocazione della visita dell'Imperatore). La rievocazione inizia già dal primo weekend di settembre, quando il futuro imperatore gira tutte le frazioni medicinesi per delimitarne i confini.

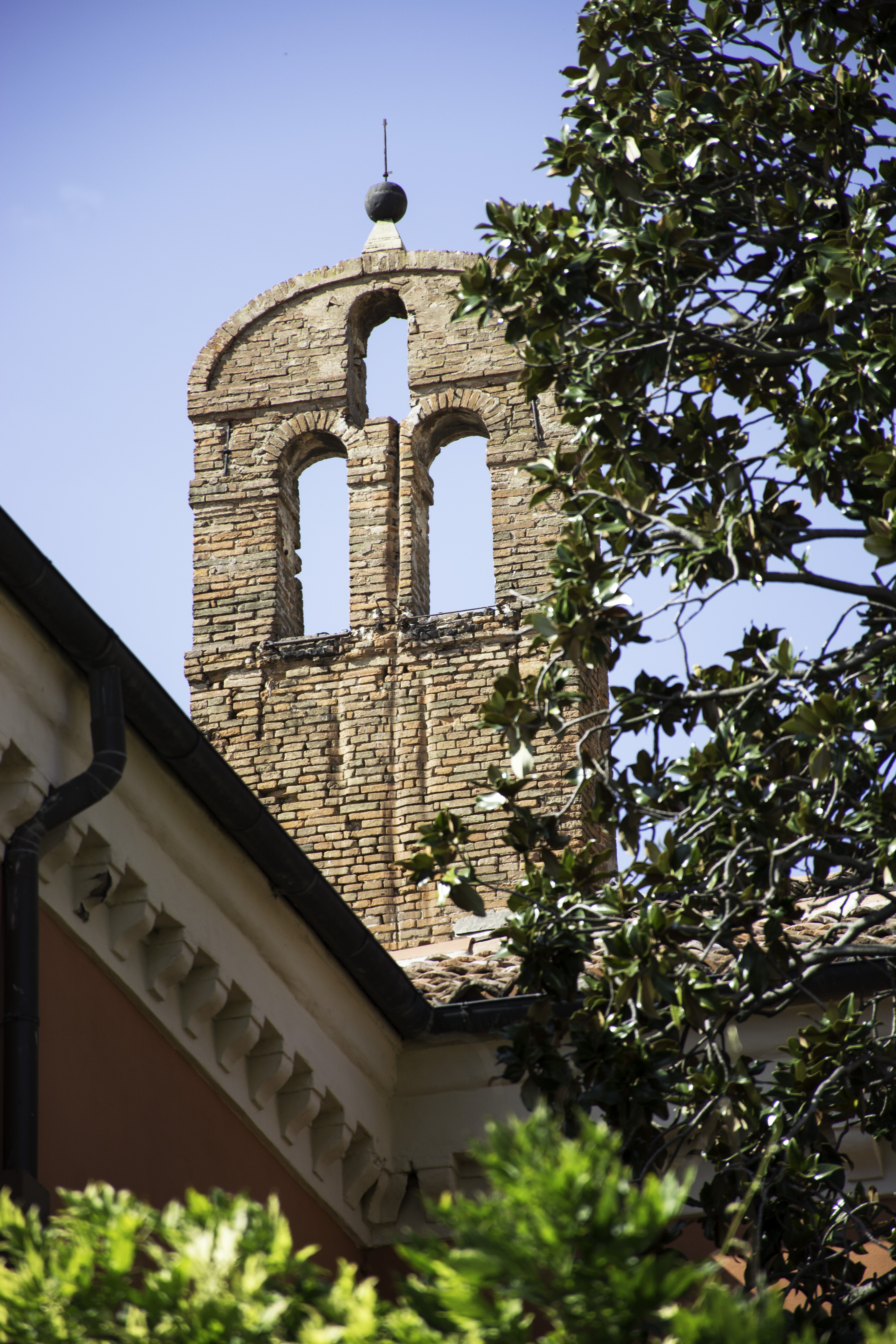
Dettaglio della chiesa del Carmine

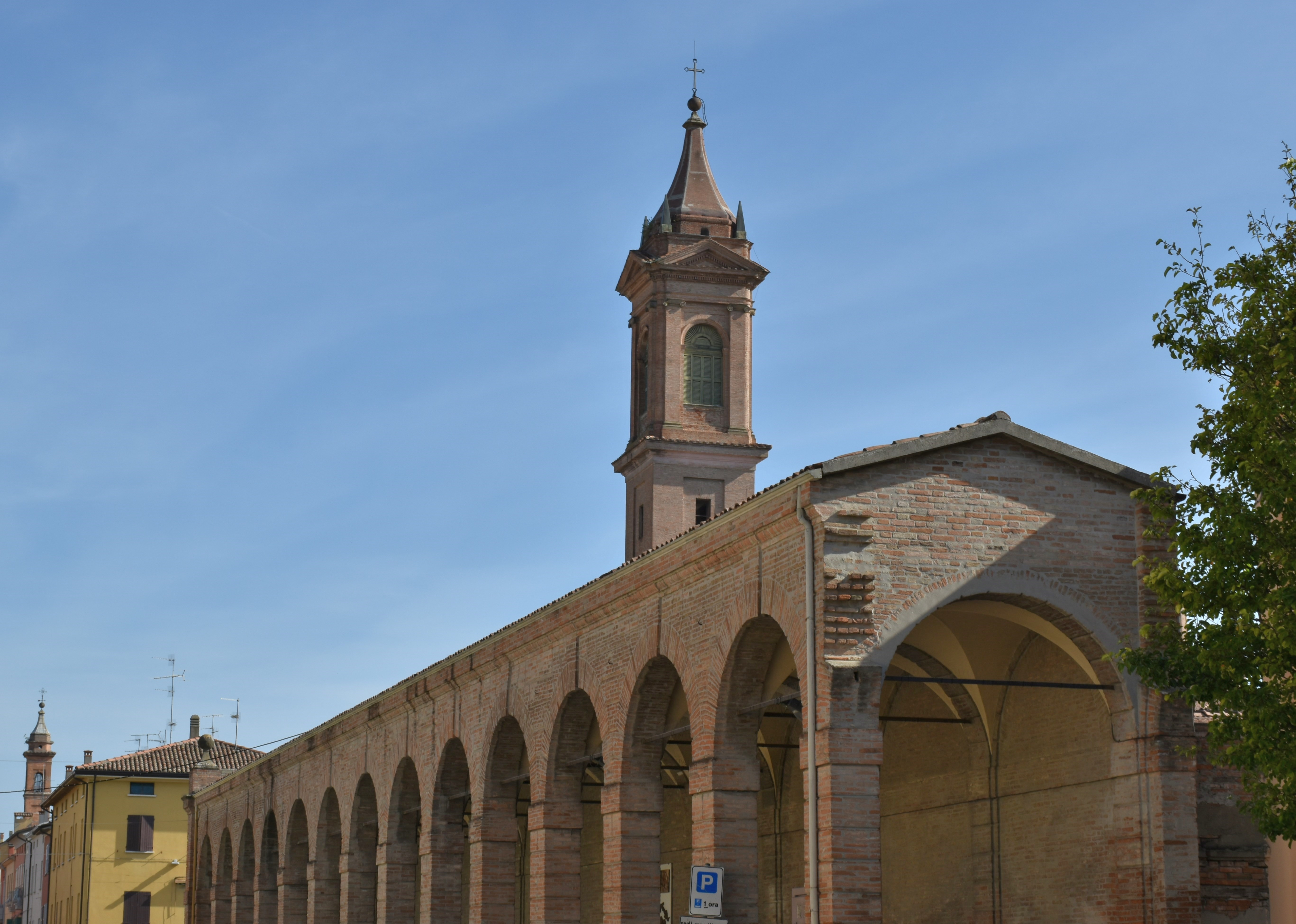
Porticone Venturoli (1797)

## Economia
Industria, artigianato e terziario risultano sviluppati; l'agricoltura intensiva (soprattutto di patate e cipolle tipiche locali) resta una delle attività di maggior rilievo.
Il tradizionale mercato settimanale si tiene ogni giovedì.

## Geografia antropica

### Frazioni
Popolazione delle frazioni di Medicina al 31/12/2018.
| Frazione   | Popolazione | Frazione      | Popolazione |
| Buda       | 321         | Portonovo     | 333         |
| Fantuzza   | 116         | San Martino   | 496         |
| Fiorentina | 363         | Sant'Antonio  | 680         |
| Fossatone  | 896         | Via Nuova     | 371         |
| Ganzanigo  | 1 131       | Villa Fontana | 2 661       |

Totale abitanti nelle frazioni: 6 997.
Buda
Il nome di questa frazione compare già in documenti risalenti all'anno 885; ricoprì il ruolo di pieve di grande rilevanza tra il IX e l'XII secolo e fu sede di un importante porto vallivo.
Sul suo territorio sorge l'oasi faunistica «Il Quadrone», che preserva fauna e flora tipiche delle antiche zone vallive umide. Istituita nel 1985, oggi l'oasi comprende punti di osservazione, percorsi di visita ed una fattoria didattica.
Crocetta
Piccola frazione ad est del capoluogo. Prende il nome dalla chiesa di Santa Croce.
Fantuzza
Frazione che prende il nome dalla famiglia bolognese dei Fantuzzi, che nel XV secolo gestivano gran parte dei terreni circostanti.
Fiorentina
Nei tempi passati era terra di risaie. Dopo le bonifiche (seconda metà del XX secolo), la frazione ha ripreso la propria vocazione agricola. In prossimità dell'abitato sorge la stazione radioastronomica di Medicina.
Fossatone
Ganzanigo
Frazione sulla via San Vitale Est, verso Ravenna e il mare. Anticamente fu sede di un castello e di un monastero benedettino di cui oggi rimangono solo il campanile romanico e alcune tombe dei monaci sotto il pavimento della chiesa odierna. Il castello fu distrutto da Bologna nel 1337. Oggi è una frazione in forte espansione e sta diventando ormai una cosa sola con Medicina. Per la rievocazione storica del Barbarossa è rappresentata dalla Torre dell'Oca.
Portonovo
Situata nella parte settentrionale del territorio, deve il suo nome al porto per la navigazione valliva che vi sorse in seguito all'interramento forzato, da parte dei bolognesi, di quello della frazione di Buda nel 1235. La sua attuale topografia deriva da progetti di espansione del 1730.
San Martino
Piccola frazione conosciuta anche con il nome di San Martino del Medesano, dal nome della zona Est di Medicina.
Sant'Antonio

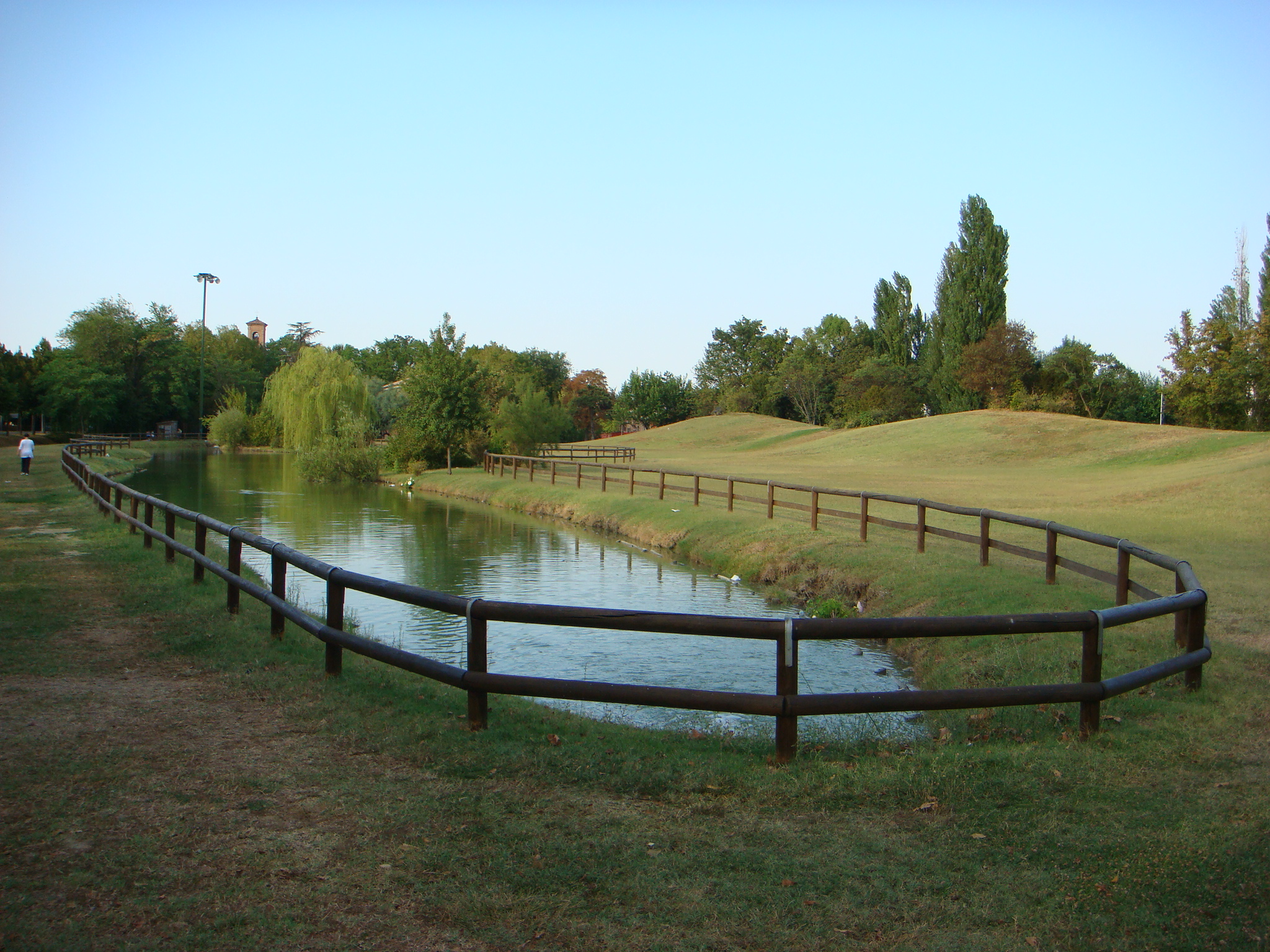
Laghetto artificiale all'interno del Parco delle mondine.

Posizionata verso la "bassa" ferrarese sulla strada che conduce a Molinella ad Argenta, a circa 10 chilometri dal capoluogo, è anche conosciuta col nome di Sant'Antonio della Bassa Quaderna per via dell'omonimo torrente che scorre nelle immediate vicinanze poco prima di gettarsi nel torrente Idice.
Via Nuova
Frazione situata lungo l'omonima via che congiunge Buda alla strada San Vitale.
Villa Fontana
Villa Fontana è la più popolosa delle frazioni del comune di Medicina; dal 1305 fino all'epoca napoleonica costituì comune a sé stante.
Da segnalare è il Palazzo della Partecipanza: secondo una tradizione sarebbe stato voluto da Matilde di Canossa la quale, non avendo eredi, decretò che i territori che possedeva fossero spartiti tra i figli maschi dei Partecipanti (residenti a Villa Fontana, Fiorentina, Sant'Antonio e la Valòna). Ancora oggi queste famiglie sono comproprietarie di questi appezzamenti di terreno. Recentemente il diritto è stato esteso alle primogenite femmine. Queste forme di proprietà collettive svolsero un ruolo fondamentale nella bonifica idraulica della pianura emiliana. Degna di nota è anche la chiesa di Santa Maria in Garda, la più antica pieve del territorio, datata VII secolo, ampliata e ristrutturata nel '600 conserva una pala d'altare dedicata alla Natività di Maria. La parrocchia ha donato al museo civico una fonte battesimale del VIII secolo. Nella rievocazione storica del Barbarossa Villa Fontana è rappresentata dalla Torre del porco.

## Infrastrutture e trasporti

### Strade
L'abitato di Medicina è attraversato dalla strada provinciale 253. Il casello autostradale più vicino è quello di Castel San Pietro Terme sull'A14 (10 km).

### Ferrovie
Dal 1887 al 1964 la cittadina era raggiunta dalla ferrovia Budrio-Massalombarda, gestita dalla Società Veneta.

### Mobilità urbana
Il servizio di trasporto pubblico a Medicina è garantito con autocorse suburbane svolte dalle società TPER e Autoguidovie.

## Amministrazione
Il comune di Medicina fa parte del Nuovo Circondario Imolese.

Lista dei sindaci del comune.
| Periodo        | Periodo        | Primo cittadino      | Partito         | Carica  | Note                                           |
| -------------- | -------------- | -------------------- | --------------- | ------- | ---------------------------------------------- |
| 1954           | 1965           | Roberto Preti        | PCI             | Sindaco |                                                |
| 1965           | 1975           | Argento Marangoni    | PCI             | Sindaco |                                                |
| 1975           | 1985           | Luigi "Gino" Galvani | PCI             | Sindaco | Rieletto nel 1980.                             |
| 23 luglio 1985 | 14 giugno 1999 | Tiziano Tassoni      | PCI/PDS/DS      | Sindaco | Rieletto il 6 maggio 1990 e il 23 aprile 1995. |
| 14 giugno 1999 | 8 giugno 2009  | Nara Rebecchi        | DS/PD           | Sindaco | Rieletta il 13 giugno 2004.                    |
| 7 giugno 2009  | 25 maggio 2014 | Onelio Rambaldi      | PD              | Sindaco | [ 23 ]                                         |
| 25 maggio 2014 | 27 maggio 2019 | Onelio Rambaldi      | PD              | Sindaco | [ 23 ]                                         |
| 27 maggio 2019 | 9 giugno 2024  | Matteo Montanari     | centro-sinistra | Sindaco | [ 23 ]                                         |
| 9 giugno 2024  | in carica      | Matteo Montanari     | centro-sinistra | Sindaco | [ 23 ]                                         |

### Gemellaggi
Medicina è gemellata con le seguenti città:
- Romilly-sur-Seine, dal 14 luglio 1960
- Škofja Loka, dal 28 maggio 1966

Ha sottoscritto un patto di amicizia con:
- Tifariti
- Spinete
- Pescia

## Sport
- Calcio

Il «San Antonio Calcio», dopo tre stagioni nel campionato di Eccellenza, ora milita in Prima Categoria. Il «Medicina Fossatone A.S.D.», società nata nel 2013 dall'unione del Medicina A.S.D. con la Fossatonese, milita nel campionato di Eccellenza. Nella rosa del Medina Fossatone, inoltre, milita uno delle giovani promesse migliori di tutta l'Emilia-Romagna: Michele "Tode" Tedesco.
- Ciclismo

Medicina ha una lunga tradizione ciclistica. La prima società sportiva nacque nel 1912. Oggi la primaria società ciclistica medicinese prende il nome di A.s.c.d. "Medicina 1912", società fondata nel 1974 da Mauro Cappellari. Presidente in carica è Simona Bignardi.
A Villa Fontana la squadra di ciclismo locale, la Polisportiva Villafontana, è un centro di avviamento al ciclismo per giovanissimi, esordienti, allievi e juniores.
- Pallacanestro

La squadra di basket, la Virtus Medicina 2001, milita nella serie C2. Fondata nel 1947, è una delle società sportive più longeve di Medicina.
- Pallavolo

Il medicinese Giovanni Caprara è stato l'allenatore della nazionale russa femminile vincitrice del campionato mondiale del 2006. La squadra femminile seniores della CUS Medicina milita attualmente nella Prima Divisione del Campionato italiano femminile di pallavolo
- Scherma

Dal 2004 è attiva nel circondario medicinese una sede della Sala d'Arme "Achille Marozzo", la principale associazione per la pratica e la diffusione della scherma storica in Italia. Al principio dell'anno accademico 2009 la sede si è trasferita definitivamente in città divenendo la locale scuola di scherma antica, lo stesso anno la sede di Medicina viene incaricata di occuparsi della formazione schermistica degli Armati presso la «Contrada San Giacomo di Ferrara». Dal 2001 la sede di Medicina, in sinergia con la Contrada San Giacomo, si occupa anche di promuovere il Torneo di Scherma Antica "Arte di Scrimia", dedicato alla memoria dell'allieva Mila Forni.
- Tennis

Circolo Tennis Medicina (CTM), Via Romilly Sur Seine 1.